# ییرژی ماخاچک
ییرژی ماخاچک (چکی: Jiří Macháček؛ زادهٔ ۶ ژوئیهٔ ۱۹۶۶) بازیگر، ترانه‌سرا و خواننده اهل جمهوری چک است.
از فیلم‌هایی که وی در آن نقش داشته است، می‌توان به مردان امیدوار، تومان و کارت شناسایی اشاره کرد.